# V.E.T.O.
V.E.T.O. – polski zespół muzyczny wykonujący hip-hop. Powstał w 1997 roku w Kielcach z inicjatywy Radoskóra, znanego z występów w składzie Wzgórze Ya-Pa 3 oraz Pęka. Z dorobkiem trzech albumów studyjnych w 2004 roku skład został rozwiązany. 
W 2013 roku formacja wznowiła działalność.

## Historia
Zadebiutowali w roku 1997 utworami "Styl południowo-wschodni" (nagranym wspólnie ze Wzgórzem Ya-Pa-3) oraz "Veto", umieszczonymi na składance Hip-Hopla, wydanej przez S.P. Records. Później Radoskór pojawił się w utworze "Wspólna scena", nagranym w ramach projektu 10 osób, w którym udział wzięli najpopularniejsi wtedy raperzy i zespoły, takie jak: Wzgórze Ya-Pa-3, Born Juices, Dziki (wówczas Sektor B, w latach późniejszych Ideo), Zeke (należący wówczas do Edytoriału, w latach późniejszych występujący pod pseudonimem Pyskaty), Tede. 1998 rok był dla V.E.T.O. rokiem przełomowym. Gościnnie wystąpili w kilku utworach na płycie Trzy zespołu Wzgórza Ya-Pa-3 oraz na "jasnej stronie" Produkcji hip-hop DJ 600V z "Nie trzaskaj furtką". 
Wtedy też właściciel wytwórni R.R.X., Krzysztof Kozak ps. "Kozanostra" sfinansował prace nad albumem studyjnym. Jednakże fundusze zostały sprzeniewierzone na używki. Ostatecznie płyta została zrealizowana w prowizorycznym studiu. Materiał pt. Vetomania ukazał się w marcu 1999 roku nakładem R.R.X. W 2000 roku zespół zaczął nagrywać kolejną płytę i też w tym roku została wydana pod tytułem Drugie życia tchnienie. Po jej wydaniu członkowie V.E.T.O. podjęli solową działalność artystyczną. Pęku wydał płytę pt. Nowe wyzwanie. Natomiast solowy projekt Radoskóra nie ukazał się. W czerwcu 2004 roku zespół wydał trzecią płytę - Do 3 razy sztuka.

## Dyskografia
Albumy
| Tytuł                  | Dane dot. albumu                                      |
| ---------------------- | ----------------------------------------------------- |
| Vetomania              | - Data: 30 kwietnia 1999 - Wydawca: R.R.X.            |
| Drugie życia tchnienie | - Data: 7 grudnia 2000 - Wydawca: R.R.X.              |
| Do 3 razy sztuka       | - Data: czerwiec 2004 - Wydawca: Fonografika          |
| Vetoreanimacja         | - Data: 27 października 2014 - Wydawca: Stojedenaście |

Kompilacje różnych wykonawców
| Album                            | Rok  | Utwór | Źródło |
| -------------------------------- | ---- | --- | ------ |
| Hip-Hopla                        | 1997 | V.E.T.O. - "V.E.T.O. style" | [ 7 ]  |
| Poniedziałek (ścieżka dźwiękowa) | 1999 | Bolec, V.E.T.O. - "Poniedziałek mnie nie lubi"                                                                                  | [ 8 ]  |
| Hiphopowy raport z osiedla 2000  | 2000 | V.E.T.O. - "Każdy ma prawo" | [ 9 ]  |
| Pokaż walory                     | 2000 | V.E.T.O. - "Eleganckie bale" V.E.T.O. - "Ty też kochasz się bawić"                                                              | [ 10 ] |
| Popcorn - hip hop mania 2        | 2003 | V.E.T.O. - "Dla Tych Co Odeszli"                                                                                                | [ 11 ] |
| Przedstawienie                   | 2003 | Franek, V.E.T.O., Bartosz - "Ogarnij się..." V.E.T.O. - "Kryminalny Serial"                                                     | [ 12 ] |
| ESKA Squad 2                     | 2004 | V.E.T.O. - "Kamyk zielony" | [ 13 ] |
| To jest hip-hop vol.1            | 2004 | Tede, V.E.T.O. - "Drin za drinem"                                                                                               | [ 14 ] |
| VIVA hip hop vol.4               | 2004 | V.E.T.O. - "Świat na trzeźwo"                                                                                                   | [ 15 ] |
| Gladiatorzy z miasta noży        | 2004 | Borixon, Wojtas, Faust, Karaz, Projekt Hamas, V.E.T.O. - "Gladiatorzy z miasta noży" V.E.T.O. - "Jak się rodzisz nie wybierasz" | [ 16 ] |

Występy gościnne
| Album               | Rok  | Utwór                                                  | Źródło |
| ------------------- | ---- | ------------------------------------------------------ | ------ |
| Fabster - Kontrasty | 2014 | "Co to był za dzień REMIX" (gościnnie: V.E.T.O., Diox) | [ 17 ] |

## Teledyski
| Tytuł              | Rok  | Reżyseria/Realizacja | Album            | Źródło |
| ------------------ | ---- | -------------------- | ---------------- | ------ |
| "Świat na trzeźwo" | 2004 | —                    | Do 3 razy sztuka | [ 18 ] |
| "V.E.T.O. Vraca"   | 2014 | OesVidyo             | Vetoreanimacja   | [ 19 ] |